# Lars Montin

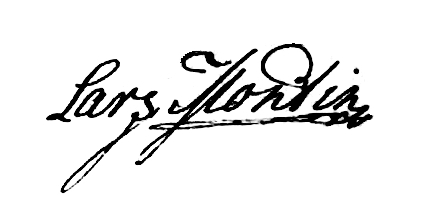
Unterschrift von Lars Montin

Lars Jonasson Montin (* 6. September 1723 in Lundby; † 3. Januar 1785 in Halmstad) war ein schwedischer Mediziner und Botaniker. Sein offizielles botanisches Autorenkürzel lautet „Montin“.

## Leben und Wirken
Lars Montin war der Sohn des theologischen Dozenten und Propstes Jonas Montin (1677–1752) und dessen Frau Elisabeth Mosenius. Seine Schwester Brita Maria Montin (1726–1795) war die Mutter von Jonas Dryander. Ab 1739 besuchte Montin das Gymnasium in Göteborg. Am 10. September 1743 schrieb er sich an der Universität Lund ein, wechselte jedoch am 14. September 1745 an die Universität Uppsala, um dort Bergbaukunde zu studieren. Das Fach Mineralogie wurde von Carl von Linné gelehrt. Montin hörte Linnés Vorlesungen über Botanik und nahm an einigen seiner botanischen Exkursionen teil. Unter diesem Eindruck verlagerte er sein Studienschwerpunkt auf Medizin und Botanik. Auf Linnés Vorschlag hin unternahm er im Sommer 1748 eine Reise durch Uppland, die in nach Dannemora und Roslagen führte. Von Mai bis September 1749 bereiste er Lappland. Entlang des Lule-Flusses durchquerte Montin Jokkmokk und Kvikkjokk bis zur norwegischen Küste. Von dieser Reise brachte er umfangreiches botanisches, zoologisches und ethnographisches Material mit. Montin bewarb sich 1750 auf die neu geschaffene außerordentliche Professor für Medizin an der Universität Lund. Auf Empfehlung Linnés erhielt jedoch Erik Gustaf Lidbeck diesen Posten. Am 28. März 1750 verteidigte Montin unter dem Vorsitz von Carl von Linné seine Dissertation über die Gattung Schirmmoose (Splachnum).
Am 18. März 1751 schrieb er sich erneut an der Universität Lund ein. Montin verteidigte dort am 29. Juni 1751 unter Eberhard Rosén (1714–1796), dem Bruder von Nils Rosén, seine medizinische Dissertation über die Krankheiten der „Lappen“. Am 14. Oktober 1751 wurde er zu Doktor der Medizin promoviert. Anschließend praktizierte er als Arzt in Göteborg. Auf Vorschlag von Roland Martin, der eine Studienreise nach Paris plante, wurde Montin am 29. Mai 1754 zum kommissarischen Provinzarzt von Halland ernannt. Am 31. Mai 1756 folgte er Martin als ordentlicher Provinzarzt im Amt. Montin ließ sich in Halmstad nieder, wo er für den Rest seines Lebens blieb.
Mit seinem ehemaligen Kommilitonen und Schüler seines Vaters Pehr Osbeck, der seit 1760 Pfarrer in Hasslöv war, erforschte er die Flora von Halland. 1766 publizierte Montin eine Liste von 170 dort heimischen Arten. Dabei entdeckte er, dass die Art Ranunculus hederaceus L. (1753) in Schweden vorkommt. 1774 veröffentlichte er einen Kommentar zu Thomas Dimsdales Schrift The present method of inoculating for the small-pox (1767) über die Behandlung von Pocken durch Variolation. In den folgenden Jahren entstanden die Erstbeschreibungen verschiedener Pflanzenarten: 1775 die Heidekräuterarten Erica passerinae, Erica thunbergii, Erica cernua,  1776 Diosma corymbosa, Diosma odoratissima aus der Gattung der Rautengewächse Diosma, 1778 die Kressenart Lepidium bidentatum und das Storchschnabelgewächs Monsonia lobata. 1781 erkannte er, dass neben dem Moorschneehuhn (Tetrao lagopus Linnaeus, 1758) mit dem Alpenschneehuhn (Tetrao mutus) eine weitere Art der Schneehühner unterscheiden lässt.
Auf Erlass des Königs Gustav III. wurde ihm am 31. Oktober 1782 der Titel Assessor verliehen.
Montin starb am 3. Januar 1785 in Halmstad. Sein Grab befindet sich vor dem Chor der Kirche von Söndrum.

## Korrespondenz und Herbarium
Montin korrespondierte mit zahlreichen schwedischen und ausländischen Botanikern. Er nutzte den Briefwechsel dazu sein eigenes Herbarium zu erweitern. Fast 3000 Herbarblätter stammen von Pflanzen die Carl Peter Thunberg auf seinen Reisen sammelte. Mehrere hundert Blätter gehen auf Pflanzen aus dem Botanischen Garten von Uppsala zurück, die ihm von Dietrich Nietzel zugeschickt wurden. Weiteres Material erhielt Montin von Linnés bekannteren Schülern. Daniel Solander versorgte ihn mit Dubletten aus der Sammlung von Joseph Banks. Von Pehr Löfling bekam Montin Herbarmaterial aus Portugal und Spanien, von Pehr Osbeck aus der Kapkolonie, Indien und China sowie – vermittelt durch Martin Vahl – von Peter Forsskål.
Montin hinterließ sein Herbarium seinem Neffen Jonas Dryander, seit 1782 Bibliothekar der Royal Society. Dryander schenkte es 1785 der Königlichen Schwedischen Akademie der Wissenschaften. Es wird im Naturhistoriska riksmuseet in Stockholm aufbewahrt.

## Ehrungen
Montin wurde am 30. Januar 1771 Mitglied der Königlich Schwedischen Akademie der Wissenschaften. 1772 wurde er Mitglied der Kongelige Norske Videnskabers Selskab in Trondheim, 1773 der Kungl. Fysiografiska Sällskapet in Lund und 1778 der Königlichen Wissenschafts- und Literaturgesellschaft in Göteborg. Am 22. März 1778 wurde Montin unter der Matrikel-Nr. 826 mit dem akademischen Beinamen Phanias Eresius Mitglied der Leopoldina.
Nach Montin wurde die Gattung Montinia Thunb. (Montiniaceae) benannt. Die Wicklerart Tortrix montiniana Thunberg, 1784 wurde ebenfalls nach ihm benannt.

## Schriften (Auswahl)
- Dissertatio botanica sistens Splachnum. Lars Salvius, Stockholm [1750] (online). – Carl von Linné
- Dissertatio historico-medica, de medicina Lapponum Lulensium. 29. Juni 1751 (online). – Eberhard Rosén
- Förtekning på de i Halland vildt växande Örter, som äro sällsynte i Sverige, eller ock där ej tillförene blifvit fundne. In: Kongl. Vetenskapsakademiens handlingar. Band 27, 1766, S. 234–260 (online).
- Anmerkninger ved den nye Koppodnings Maade. In: Det Kongelige Norske Videnskabers Selskabs Skrifter. Band 5, Kopenhagen 1774, S. 159–176 (online).
- Ericae tres novae species, descriptae et delineatae. In: Nova acta Regiae Societatis Scientiarum Upsaliensis. Band 2, Upsalia 1775, S. 291–296 (online).
- Beskrifning öfver tvänne nya species Diosmae från Caput bonae spei. In: Physiographiska Sälskapets Handlingar. Band 1, Nr. 2, Stockholm 1776, S. 104–107 (online).
- De Lepidio Bidentato. In: Nova Acta Physico-Medica Academiae Caesareae Leopoldino-Carolinae. Band 6, Nürnberg 1778, S 324–327, Tafel Va (online).
- Monsonia lobata, en ny ört, beskrifven och afritad. In: Det Götheborgska wetenskaps och witterhets samhällets handlingar. Wetenskaps afdelningen, Göteborg 1778, S. 1–3, 1 Tafel (online).
- Tvänne Arter af Snöripan. In: Physiographiska Sälskapets Handlingar. Band 1, Nr. 3, Stockholm 1781, S. 150–155 (online).

## Nachweise